# Mario Ancona
Mario Ancona (Livorno, 28 de febrero de 1860 – Florencia, 23 de febrero de 1931) fue un barítono italiano.
Debutó en la escena en 1889. El 21 de mayo de 1892 fue el primer Silvio en Pagliacci, en el Teatro Dal Verme de Milán, bajo la dirección de Arturo Toscanini, ópera que interpretó también en su debut en el Covent Garden, en 1893, y en el Metropolitan, en ambos casos en el papel de Tonio. El 3 de diciembre de 1906 fue Riccardo en I puritani, en la inauguración de la Manhattan Opera House.
Su carrera internacional lo llevó a exhibirse entre otros teatros, en Lisboa (Teatro Nacional de San Carlos, entre 1897 y 1912), Buenos Aires, Madrid (Teatro Real), Ciudad de México, Nueva York o París. Además de en italiano, cantó en francés y alemán.
Se retiró en 1916. Murió en Florencia, a causa de un tumor, tras, una larga enfermedad.
Con Enrico Caruso grabó en disco el dueto Au fond du temple saint de Los pescadores de perlas.

## Discografía
- Mario Ancona: The Complete Victor Recordings, 1907-08 - Romophone